# Olbiogaster panamensis
Olbiogaster panamensis är en tvåvingeart som beskrevs av Lane och Andretta 1958. Olbiogaster panamensis ingår i släktet Olbiogaster och familjen fönstermyggor. Inga underarter finns listade i Catalogue of Life.